# Suburban Mayhem
Suburban Mayhem ist eine australische Komödie aus dem Jahr 2006 von Regisseur Paul Goldman.

## Hintergrund
Der Film feierte seine Premiere in Frankreich bei den Internationalen Filmfestspielen von Cannes 2006, in Australien beim Melbourne International Film Festival und in Kanada beim Toronto International Film Festival.
Mit einem Budget von 4.000.000 Dollar nahm der Film über 342.600 Dollar in Australien ein.
Suburban Mayhem wurde erstmals am 26. Oktober 2006 in Australien veröffentlicht.

## Rezeption
Filmkritik-Aggregator Rotten Tomatoes stufte den Film bei einem Anteil 20 % positiven Kritiken in die Kategorie rotten (dt.: verfault) ein, was eine negative Bewertung zum Film darstellt.

## Auszeichnungen und Nominierungen
Gewonnen:
- 2006 Australian Writers Guild: Best Original Feature Film (Alice Bell).
- 2006 Inside Film Awards: Best Actress (Emily Barclay), Best Music, Best Editing.
- 2006 Australian Film Institute Awards: Best Original Music Score (Mick Harvey)
- 2006 Australian Film Institute Awards: Best Lead Actress (Emily Barclay)
- 2006 Australian Film Institute Awards: Best Supporting Actor (Anthony Hayes)

Nominiert:
- 2006 Australian Film Institute Awards: Best Direction(Paul Goldman), Best Supporting Actress (Genevieve Lemon), AFI Young Actor Award (Mia Wasikowska), Best Original Screenplay (Alice Bell), Best Editing, Best Production Design, Best Costume Design, Best Sound.
- 2006 Inside Film Awards: Best Feature Film, Best Director, Best Script.